# Estación de Gandía
Estación de Gandía vasútállomás Spanyolországban, Gandia településen.

## Vasútvonalak
Az állomást az alábbi vasútvonalak érintik:
- Línea Silla-Gandía

## Kapcsolódó állomások
A vasútállomáshoz az alábbi állomások vannak a legközelebb:
- Xeraco Station (Valencia Estación del Norte, Línea C-1)